# كارميلو فرنانديز
كارميلو فرنانديز (بالإسبانية: Carmelo Fernández) هو رسام ومخرج فنزويلي، ولد في 1809 في Guama ‏ في فنزويلا، وتوفي في 1887 في كاراكاس في فنزويلا.